# Rudolf von Roerdansz
Rudolf Johann Friedrich Roerdansz, ab 1887 von Roerdansz (* 29. Januar 1828 in Pleß; † 9. August 1892 in Klosters) war ein preußischer General der Artillerie.

## Leben

### Herkunft
Er war der Sohn des preußischen Premierleutnants Karl Heinrich Roerdansz (1793–1831) und dessen Ehefrau Marie Charlotte Sophie, geborene Pfaff (1808–1877). Sein Vater hatte sich als Sekondeleutnant im Schlesischen Ulanenregiment während der Befreiungskriege am 18. Februar 1813 den Orden Pour le Mérite erworben.

### Militärkarriere
Roerdansz besuchte die Bürgerschule in seiner Heimatstadt und absolvierte dann die Kadettenanstalten in Wahlstatt und Berlin. Anschließend wurde er am 27. Mai 1845 als Sekondeleutnant dem 29. Infanterie-Regiment der Preußischen Armee in Koblenz überwiesen. Schon bald wechselte er die Waffengattung und wechselte zur Artillerie. 1859 wurde er als Lehrer an der Vereinigten Artillerie- und Ingenieurschule und als Mitglied der Artillerie-Prüfungskommission nach Berlin versetzt. 1861 wirkte er an der Kriegsakademie als Lehrer. Als Preußen in diesen Jahren dazu überging militärische Auslandsbeobachter an den diplomatischen Missionen im Ausland zu installieren gehörte von Roerdansz mit zu den Auserwählten. Im Jahr 1869 erfolgte seine Versetzung nach London, wo er als Militärbevollmächtigter des Nordischen Bundes tätig wurde. Von dort aus organisierte er während des Deutsch-Französischen Krieges 1870/1871 einen militärischen Nachrichtendienst zur Beobachtung und Nachrichtensammlung über den damaligen preußischen Gegner, Frankreich.
Vom 6. April 1872 bis 5. Juni 1874 leitete Roerdansz die Vereinigte Artillerie- und Ingenieurschule in Berlin.
Am 2. April 1887 wurde Roerdansz zum Generalinspekteur der Fußartillerie ernannt und am 20. Dezember 1887 für seine langjährigen Verdienste durch Kaiser Wilhelm I. in den erblichen preußischen Adelsstand erhoben. Unter Verleihung des Roten Adlerordens I. Klasse mit Eichenlaub wurde Roerdansz am 8. April 1890 mit der gesetzlichen Pension zur Disposition gestellt.
Er verstarb während einer Reise in der Schweiz an einem Herzschlag und wurde in Davos beigesetzt.

### Familie
Roerdansz hatte sich am 25. Oktober 1859 in Dover mit der Pfarrerstochter Maria Katharina Ward (1829–1860) verheiratet. Sie starb kurz nach der Geburt ihres ersten Kindes. Auch der Sohn Henry Rudolf Hermann starb kurz darauf.
Nach ihrem Tod heiratete er am 8. Mai 1862 in Berlin Ernestine Magdalena Rosa Weigelt (1842–1896). Sie war die Tochter des Generalleutnants Gustav Weigelt (1819–1876). Aus der Ehe gingen drei Kinder hervor:
- Gustav Ernst Heinrich (* 18. Juli 1863 in Berlin; † 28. Dezember 1923 in Hamburg), preußischer Major ⚭ 1885 Leontine Charlotte Kumberg (* 16. Dezember 1863; † 4. Januar 1919)
- Heinrich Hugo Alwin (* 12. März 1865 in Berlin; † 11. August 1914 in Lüttich), zuletzt preußischer Major und Bataillonskommandeur im Füsilier-Regiment „General-Feldmarschall Prinz Albrecht von Preußen“ (Hannoversches) Nr. 73
- Katinka (Käthe) Rosa Anna Elisabeth (* 27. Oktober 1867 in Erfurt), Journalistin, Schriftstellerin und Sängerin

### Werke
- 1863, Theorie der Kriegs-Fuhrwerke, Digitalisat
- 1863, Balistik